# Khaby Lame
Khabane „Khaby” Lame (ur. 9 marca 2000) – włoski tiktoker i osobowość internetowa senegalskiego pochodzenia. Stał się najbardziej znany ze swoich krótkich skeczy, sarkastycznie przedstawiających osoby, które wydają się nadmiernie komplikować proste zadania. Według stanu na czerwiec 2022, jego konto jest najbardziej obserwowanym kontem na TikToku.

## Życiorys
Urodził się w Senegalu jako syn praktykujących muzułmanów, od pierwszego roku życia dorastał w komunalnym kompleksie mieszkaniowym w gminie Chivasso we Włoszech. Uprawiał lekkoatletykę, piłkę nożną i koszykówkę, natomiast w liceum grał w mistrzostwach koszykówki juniorów.
Przed rozpoczęciem kariery na TikToku, Lame pracował jako operator maszyn CNC. Doświadczył również problemów finansowych, które przezwyciężył dzięki swoim filmom opublikowanym na TikToku.

## Kariera
Lame zaczął publikować swoje filmy na TikToku w marcu 2020. 26 kwietnia 2021 wyprzedził Gianlucę Vacchi jako najczęściej obserwowany tiktoker we Włoszech. Lame 10 lipca 2021 miał 87 milionów obserwujących na TikToku, co czyniło go wówczas drugim najczęściej obserwowanym tiktokerem na świecie. Natomiast 22 czerwca 2021 miał ponad 24 miliony obserwujących na Instagramie, po tym, jak wyprzedził Chiarę Ferragni.

## Życie prywatne
W październiku 2020 ogłoszono na Instagramie, że Lame zaręczył się z Zairą Nucci.
W czerwcu 2021, w wywiadzie dla magazynu The New York Times, Lame powiedział, że chociaż mieszka we Włoszech od dziecka, to nie posiada włoskiego paszportu ani obywatelstwa, a jedynie paszport senegalski. 17 sierpnia 2022 uzyskał obywatelstwo włoskie.
Lame jest kibicem Juventusu i Realu Madryt i 18 sierpnia 2021 wystąpił jako współgwiazda włoskiego klubu podczas ogłoszenia nowego piłkarza – Manuela Locatelli.
W czerwcu 2025 roku został zatrzymany przez amerykańskie służby imigracyjne (ICE) na lotnisku Harry Reid w Las Vegas. Powodem była rzekoma nadmierna długość pobytu – influencer przebywał w USA od 30 kwietnia, przekraczając 90-dniowy limit przewidziany dla obywateli włoskich w ramach Visa Waiver Program .
Khaby Lame otrzymał tzw. „dobrowolny wyjazd” (voluntary departure), dzięki czemu uniknął oficjalnego nakazu deportacji, który mógłby uniemożliwić ponowny wjazd do USA nawet przez dziesięć lat. Opuszczając kraj, nie składał publicznych oświadczeń dotyczących sprawy .
Incydent poprzedzony został twierdzeniem influencera Bo Loudona, że to on poinformował ICE o przekroczeniu przez Khaby’ego warunków wizy .
Zdarzenie wpisuje się w szerszy kontekst zaostrzania amerykańskiej polityki imigracyjnej po powrocie Donalda Trumpa na urząd prezydenta w styczniu 2025 roku. Deportacja Khaby’ego Lame wywołała duże zainteresowanie mediów, zwłaszcza zważywszy na jego ogromną popularność – ponad 162 mln obserwatorów na TikToku i status ambasadora dobrej woli UNICEF .